# Capitainerie de São Pedro do Rio Grande do Sul
La Capitainerie de São Pedro do Rio Grande do Sul était l'une des divisions administratives du Brésil à l'époque coloniale. Elle fut créée le 19 septembre 1807 et englobait des territoires appartenant au domaine espagnol mais occupés par les colons portugais, principalement originaires des Açores.
Le 28 février de 1821, elle devint une province qui formera plus tard l'État actuel du Rio Grande do Sul lors de la proclamation de la République Brésilienne en 1889.